# Ernest Rupin
Pour les articles homonymes, voir Rupin.
Jean Baptiste Ernest Rupin (Brive-la-Gaillarde, 6 mai 1845 - Brive, 24 octobre 1909) est un archéologue français.

## Biographie
Grand propriétaire terrien, Ernest Rupin prit sa retraite de l'Administration à l'âge de 30 ans.
Passionné d'archéologie, il fonda en 1878 la Société Scientifique, Historique et Archéologique de la Corrèze.
Il participa à plusieurs explorations spéléologiques et fut également l'un des plus actifs collaborateurs d'Édouard-Alfred Martel :
- la fontaine de Meyraguet en 1891 avec Armand Viré.
- l'évent du Boulet les 25 décembre 1889, 2 octobre 1890, 13 août 1891 avec Raymond Pons et Julien Valat[1].

Il étudia les sites historiques du Limousin et de la Corrèze. Dans le nord du Lot, il s'intéressa également au site de Rocamadour. Ses publications portent sur des objets de la période historique : croix, reliquaires, coffrets, statues..
Il acquit de nombreux ouvrages sur les premières fouilles. cette riche bibliothèque fut reversée à la Société Scientifique, Historique et Archéologique de la Corrèze.
Il fonda un musée dans l'ancien couvent des Clarisse qui abritent actuellement les Archives municipales de Brive en 1879 (officialisé en 1883). Il en fut le premier conservateur en 1884. Les collections couvrent une période de 100000 ans d'activités humaines à Brive et en Corrèze, sous la forme d'un parcours historique.

## Ouvrages et publications
- Ernest Rupin,Philippe de Bosredon, Sigillographie du Bas-Limousin, Brive, 1886
- Ernest Rupin, L'Œuvre de Limoges, Paris, 1890, broché, in-4° Ouvrage couronné par l'Institut (Académie des Inscriptions et des Belles Lettres)
- Édouard-Alfred Martel, Ernest Rupin, Un naufrage à 100 mètres sous terre - Troisième exploration de Padirac, dans Bulletin de la Société scientifique, historique et archéologique de la Corrèze, 1895, tome 17, p. 655-682 (lire en ligne)
- Ernest Rupin, L’abbaye et les cloîtres de Moissac, Paris, 1897 (réimpr. 1981), broché, in-4° Ouvrage honoré d'un subvention du Ministère de l'Instruction Publique
- Ernest Rupin (préf. Robert de Lasteyrie - Membre de l'Institut), Roc-Amadour : Étude historique et archéologique, Paris, Livre d'histoire, coll. « Monographie des villes et villages de France », 1904 (réimpr. 2001), 416 p. (ISBN 978-2-84373-076-4, ISSN 0993-7129)
- Ernest Rupin, La légende de Saint Amadour : À propos d'un mois de Marie, historique sur Roc Amadour, Paris, Librairie G. Baranger Fils, 1909, 132 p.